# 1399
| [ Edytuj tabelę ]                          | |
| Król Polski                                | - 1384 Jadwiga Andegaweńska 1399 - 1386 Władysław II Jagiełło 1434                                            |
| Współksiążęta Andory                       | - 1396 Galcerà de Vilanova 1415 - 1398 Izabela 1412 - 1398 Archibald 1412                                     |
| Król Anglii                                | - 1377 Ryszard II 1399 - 1399 Henryk IV 1413                                                                  |
| Król Aragonii i Walencji, hrabia Barcelony | - 1396 Marcin I Ludzki 1410                                                                                   |
| Władca Azteków                             | - 1395 Huitzilíhuitl 1417                                                                                     |
| Elektor Brandenburgii                      | - 1388 Jodok z Moraw 1411                                                                                     |
| Książę Bawarii-Ingolstadt                  | - 1375 Stefan III 1413                                                                                        |
| Książę Bawarii-Landshut                    | - 1393 Henryk XVI Bogaty 1450                                                                                 |
| Książę Bawarii-Monachium                   | - 1397 Ernest 1438                                                                                            |
| Książę Burgundii                           | - 1364 Filip II Śmiały 1404                                                                                   |
| Cesarz Bizancjum                           | - 1391 Manuel II Paleolog 1425                                                                                |
| Cesarz Chin                                | - 1398 Jianwen 1402                                                                                           |
| Król Cypru                                 | - 1398 Janusz 1432                                                                                            |
| Król Czech                                 | - 1378 Wacław IV Luksemburski 1419                                                                            |
| Król Danii                                 | - 1387 Małgorzata I 1412 - 1396 Eryk Pomorski 1439                                                            |
| Dalajlama                                  | - 1391 Gendun Drup 1474                                                                                       |
| Władca Egiptu                              | - 1390 Barkuk 1399 - 1399 An-Nasir Faradż 1405                                                                |
| Cesarz Etiopii                             | - 1382 Dawid I 1413                                                                                           |
| Król Francji                               | - 1380 Karol VI 1422                                                                                          |
| Król Gruzji                                | - 1393 Jerzy VII 1407                                                                                         |
| Hrabia Holandii                            | - 1358 Albert 1404                                                                                            |
| Cesarz Japonii                             | - 1392 Go-Komatsu 1412                                                                                        |
| Kalif                                      | - 1389 Al-Mutawakkil I 1406                                                                                   |
| Król Kastylii i Leónu                      | - 1390 Henryk III Chorowity 1406                                                                              |
| Patriarcha Konstantynopola                 | - 1397 Mateusz I 1410                                                                                         |
| Władca Korei                               | - 1398 Chŏngjong 1400                                                                                         |
| Wielki książę litewski                     | - 1382 Jagiełło 1400 - 1392 Witold 1430                                                                       |
| Cesarz Majapahitu                          | - 1389 Wikramawardhana 1429                                                                                   |
| Sułtan Maroka                              | - 1398 Usman III 1421                                                                                         |
| Książę Mediolanu                           | - 1378 Giovanni Galeazzo 1402                                                                                 |
| Senior Monako                              | - 1397 Jan I 1402 - 1397 Ludwik 1402                                                                          |
| Wielki książę moskiewski                   | - 1389 Wasyl I 1425                                                                                           |
| Król Nawarry                               | - 1387 Karol III Szlachetny 1425                                                                              |
| Król Norwegii                              | - 1387 Małgorzata I 1412 - 1396 Eryk Pomorski 1442                                                            |
| Elektor Palatynatu                         | - 1398 Ruprecht III 1410                                                                                      |
| Papież awinioński                          | - 1394 Benedykt XIII 1417                                                                                     |
| Papież                                     | - 1389 Bonifacy IX 1404                                                                                       |
| Król Portugalii                            | - 1385 Jan I 1433                                                                                             |
| Cesarz Rzymski (niemiecki)                 | - 1378 Wacław IV Luksemburski 1400                                                                            |
| Kapitanowie Regenci San Marino             | - 1399 Giovanni di Guidino Simone di Belluzzo 1399 - 1399 Martino di Guerolo de Pistori Antonio di Tegna 1399 |
| Książę Serbii                              | - 1389 Stefan IV Lazarević 1402                                                                               |
| Elektor Saksonii                           | - 1388 Rudolf III Saski 1419                                                                                  |
| Król Szkocji                               | - 1390 Robert III Stewart 1406                                                                                |
| Król Szwecji                               | - 1389 Małgorzata 1412 - 1396 Eryk XIII Pomorski 1439                                                         |
| Król Tajlandii                             | - 1395 Ramracha Thirat 1409                                                                                   |
| Sułtan Turków                              | - 1389 Bajazyd I 1402                                                                                         |
| Doża Wenecji                               | - 1382 Antonio Veniero 1400                                                                                   |
| Król Węgier                                | - 1387 Zygmunt Luksemburski 1437                                                                              |
| Wielki mistrz zakonu krzyżackiego          | - 1393 Konrad von Jungingen 1407                                                                              |

Rok 1399 / MCCCXCIX
stulecia: XIII wiek ~
XIV wiek ~
XV wiek

lata: 1389 «
1394 «
1395 «
1396 «
1397 «
1398 «
1399
» 1400
» 1401
» 1402
» 1403
» 1404
» 1409

## Wydarzenia w Polsce
- 17 lipca – śmierć królowej Jadwigi; koniec dynastii Andegawenów na tronie polskim, początek panowania dynastii Jagiellonów.
- 12 sierpnia lub 16 sierpnia – Tatarzy pokonali w bitwie nad Worsklą wojska litewsko-ruskie pod wodzą księcia Witolda[1].
- Gołańcz otrzymała prawa miejskie.

## Wydarzenia na świecie
- 30 września – obalenie Ryszarda II, króla Anglii przez Henryka Bolingbroke'a.
- 13 października – koronacja Henryka IV na króla Anglii.

## Urodzili się
- 22 czerwca – Elżbieta Bonifacja, córka Jadwigi Andegaweńskiej i Władysława II Jagiełły
- Data dzienna nieznana:
  - Piotr Geremia – włoski dominikanin, błogosławiony katolicki (zm. 1452)
  - Zara Jaykob Konstantyn – cesarz Etiopii (zm. 1468)

## Zmarli
- 11 lipca – Henryk VII z blizną, książę Niemczy z dynastii Piastów
- 13 lipca:
  - Elżbieta Bonifacja, córka króla Polski Władysława Jagiełły i Jadwigi Andegaweńskiej
  - Peter Parler, niemiecki murator i rzeźbiarz gotycki (ur. 1330 lub 1333)
- 17 lipca – Jadwiga Andegaweńska, Król Polski, córka Ludwika Węgierskiego, żona Władysława Jagiełły (ur. 1373 lub 1374)
- 12 sierpnia – Spytko z Melsztyna, wojewoda krakowski, władca Podola, zginął w bitwie nad Worsklą (ur. 1364)
- 5 października – Rajmund z Kapui, włoski dominikanin, generał zakonu w latach 1380-1399, błogosławiony katolicki (ur. ok. 1330)